# SN 2008dh
SN 2008dh – supernowa typu Ia odkryta 8 czerwca 2008 roku w galaktyce A003511+2315. W momencie odkrycia miała maksymalną jasność 16,60m.